# Abadon (angel)
Abadon (hebrejsko Abaddon, grško Apoleia) je v judovstvu angel pogubljenja ter poosebitev kraljestva mrtvih in brezna Abadon. Po judovskem verovanju naj bi Abadon vodil trume kobilic, ki se dvigajo iz brezna.